# Souterrains de Thiers
Les souterrains de Thiers sont un ensemble de cavités souterraines situées sur la commune de Thiers dans le département du Puy-de-Dôme en région Auvergne-Rhône-Alpes. 

## Localisation
Les souterrains de la ville de Thiers, située dans le département du Puy-de-Dôme dans l'ancienne région Auvergne, se trouvent pour la majorité d'entre eux sous la cité médiévale de cette même localité. Certains d'entre eux peuvent se détacher de toute agglomération.

## Histoire
Trois types de souterrains sont recensés sur la commune de Thiers. Les souterrains-refuges et les souterrains de fuite se concentrent dans la cité médiévale de la ville, notamment dans le périmètre des enceintes médiévales de Thiers tandis que les souterrains annulaires se retrouvent le plus souvent hors de l'agglomération. 

### Souterrains-refuges
De dimensions modestes, ils se caractérisent par une succession de petites salles reliées entre elles par des couloirs étroits et bas dans lesquels on ne pouvait progresser qu'en se courbant fortement voire seulement à quatre pattes. Ces souterrains ne présentent généralement pas de continuité et se terminent en cul-de-sac — bien que certaines de ces cavités possèdent un passage de fuite. Creusés dans un sol rocheux et à faible profondeur sous la surface — allant de 2 à 6 m — , ces souterrains servent à la base à abriter pour de courtes périodes des familles de paysans qui cherchaient à se protéger des exactions des troupes ennemies de passage dans la région. On accédait à ces caches souterraines par des puits de descente verticaux, d'étroits escaliers ou des couloirs descendants. En surface, les entrées pouvaient être dissimulées par une trappe sous des bottes de paille, des fagots de bois ou bien du fumier. Dans quelques cas, lorsque le souterrain-refuge communiquait avec des constructions de surface comme un château, un manoir ou encore une église,.
Ce type de souterrain est le plus représenté sur la commune de Thiers. Ainsi, sous la rue de la Coutellerie — rue située dans le centre historique médiéval de Thiers — plusieurs galeries s'enfoncent sous le niveau de la rue,.

### Souterrains de fuite
Les souterrains de fuite ont un plan simple, souvent linéaire et ne comportent aucun élargissement ou salle, ni aménagements utilitaires (puits, citernes, silos, banquettes de repos) destinés au stockage des biens ou au séjour des personnes. Ils pouvaient cependant comporter des aménagements défensifs comme des goulots ou des portes. Liés à un habitat de surface généralement fortifié, ils étaient destinés à permettre la fuite ou éventuellement une relève partielle de la garnison, mais plus vraisemblablement pour faire sortir nuitamment en secret un ou deux messagers chargés d'aller quérir des secours.
Uniquement présents dans la cité médiévale, ces souterrains de fuite partent généralement d'un bâtiment important pour en rejoindre un autre à l'image du passage souterrain reliant le château du Pirou à la pedde du Coin des Hasards,.

### Souterrains annulaires
Formés de galeries dessinant un ou plusieurs anneaux, les souterrains annulaires sont situés dans des zones géologiques particulières. Ils sont creusés à une faible profondeur : la voûte se situe entre 1,5 et 2,5 m en dessous du niveau du sol. Souvent creusés dans des régions vallonnées, ils possèdent souvent une entrée de plain-pied resserrée d'environ 0,45 m de large qui est souvent murée,.
Ces souterrains sont uniquement représentés hors de l'agglomération à l'image du souterrain annulaire partant près du manoir des Molles,.

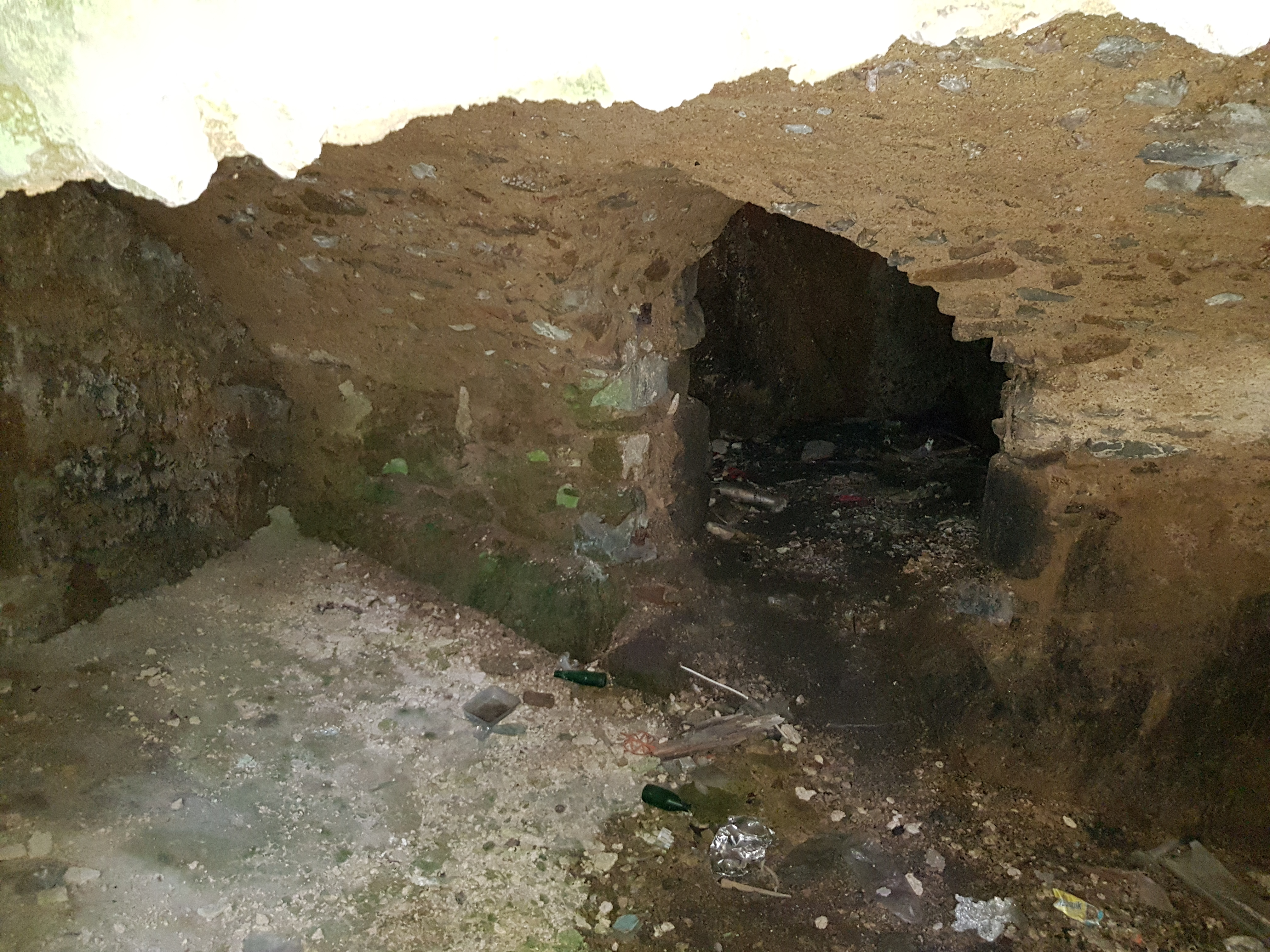
Souterrain-refuge situé sous la rue de la Coutellerie.
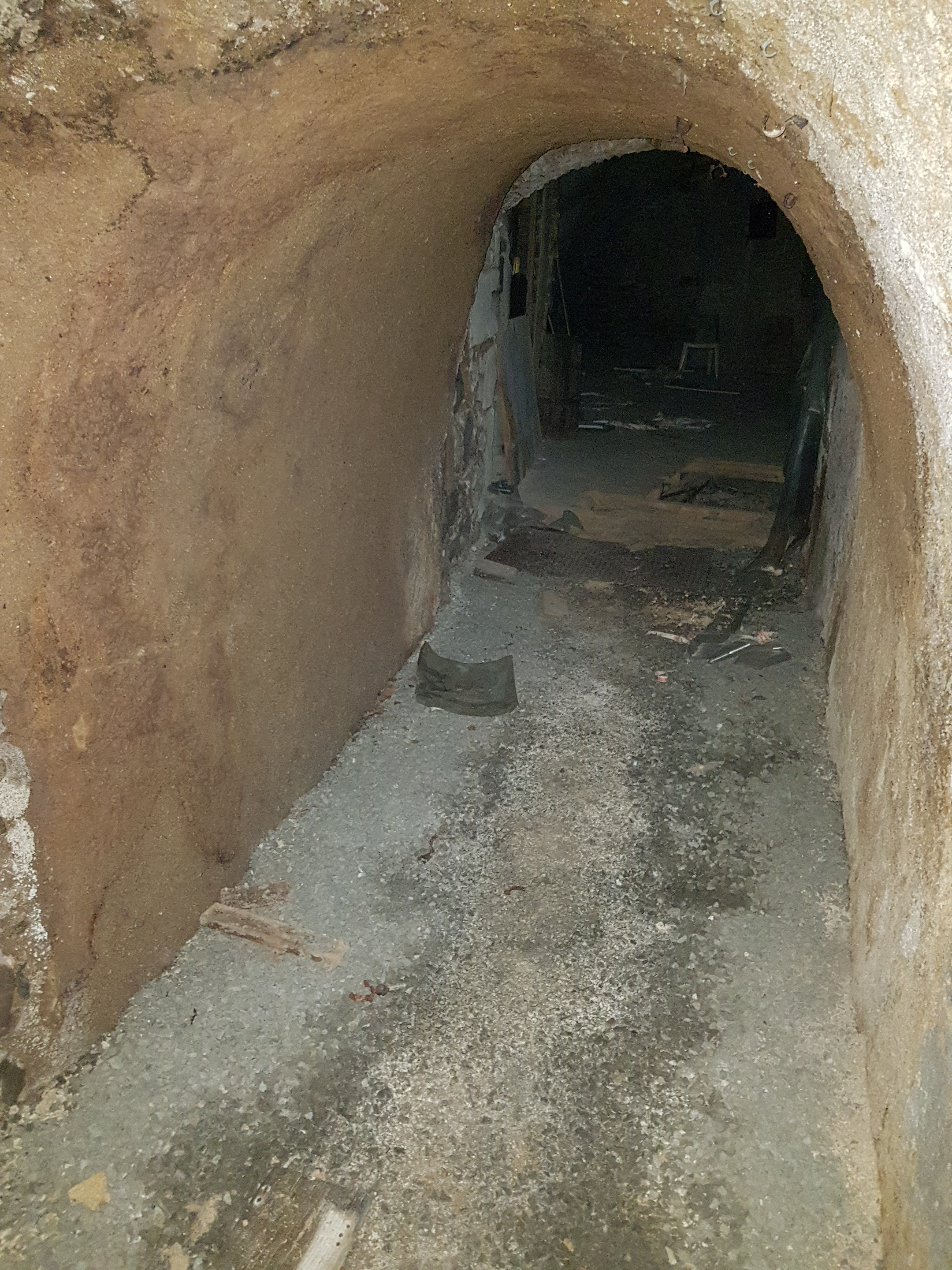
Souterrain de fuite situé près de la rue du Transvaal.